# Raffaele Grani
Raffaele Grani (Roma, 1857 - Milà, 9 de març de 1931) fou un tenor italià.
Va cantar per tot Itàlia, Lisboa, L'Havana. La temporada 1900-1901 va actuar al Gran Teatre del Liceu de Barcelona. Quan es retirà del cant, establí una Acadèmia de cant a Milà, tenint entre altres alumnes al basc Cristobal Altube.